# Branko Cikatić
Branimir Cikatić dit Branko Cikatić, dit The Tiger (né le 4 octobre 1955 à Split (Yougoslavie) et mort le 22 mars 2020 à Solin (Croatie)), est un kickboxeur yougoslave puis croate, célèbre pour avoir remporté le premier tournoi du K-1 World Grand Prix le 30 avril 1993 au Japon.

## Carrière

### Mort
Branko Cikatić meurt le 22 mars 2020 à l'âge de 64 ans, après avoir connu de nombreux problèmes de santé depuis 2018, dont la maladie de Parkinson.